# Khaosan Road

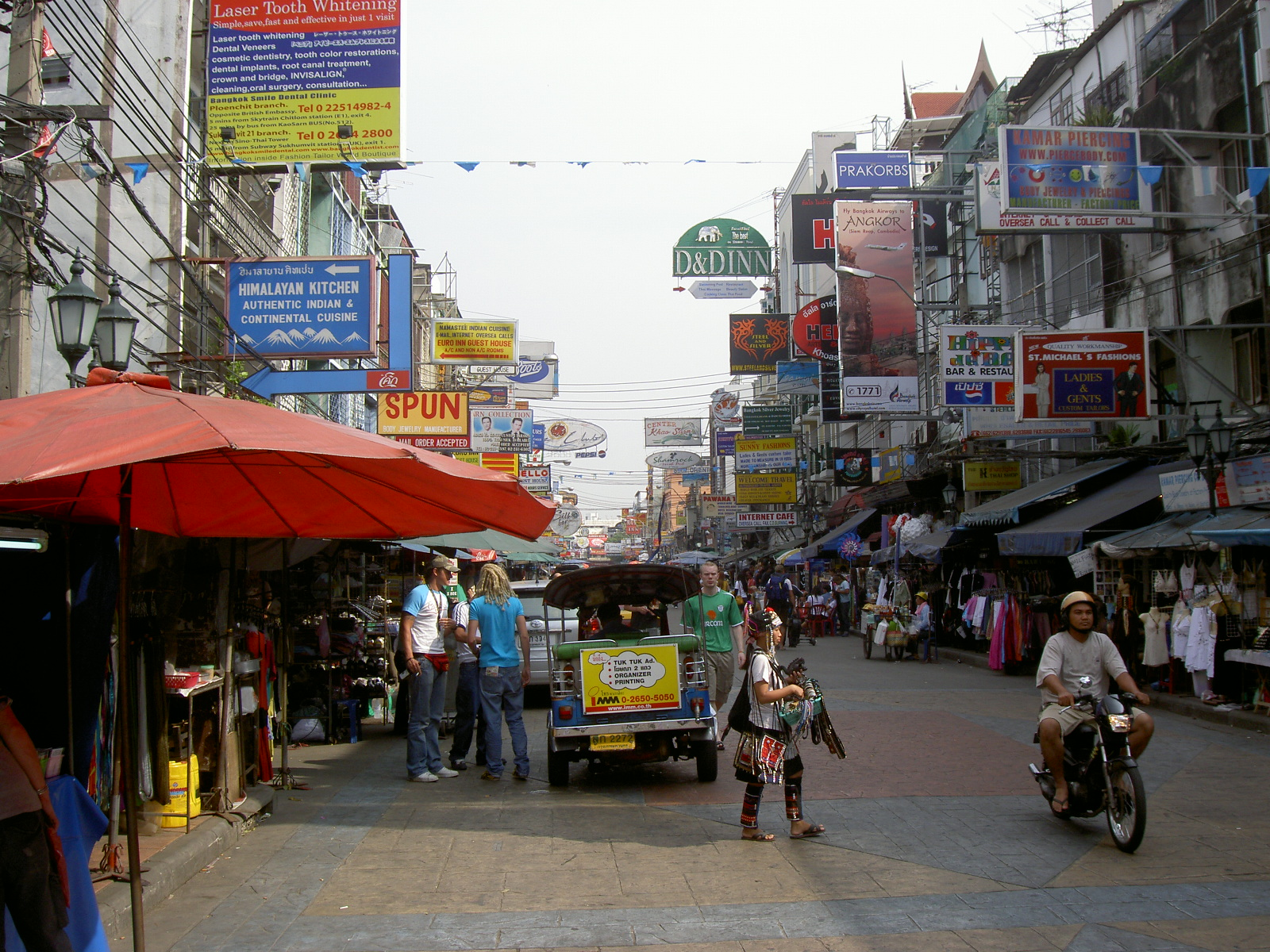
Khaosan Road i Bangkok.

Khaosan Road eller Khao San Road (Thai ถนนข้าวสาร) är en cirka 400 meter lång gata i stadsdelen Banglamphu i Bangkok, Thailand och förmodligen den mest kända backpackergatan i världen. Det första gästhemmet öppnades inte förrän 1982. Ända tills för några år sen[när?] räknades området som slum men de senaste åren har gatan förändrats betydligt. Förutom gästhem och hotell finns här små resebyråer, skrädderier, tatueringsbarer, fotoaffärer, internetkaféer, ett apotek och franchiserestauranger som McDonald's, Burger King och Starbucks Knappt en kilometer från Khaosan ligger Wat Phra Kaew och Grand Palace. På Khaosan road finner man även en hel del barer och nattetid flera klubbar. Klubbarna är ofta inriktade på en sorts musik. The Club till exempel spelar bara trance. I ena änden av Khaosan Road ligger en polisstation, så poliser finns alltid i närheten på kvällarna.

## Källhänvisningar
1. ↑  "Literal Backpacker’s Mecca in Bangkok – Khao San Road". Th4u.com. Läst 12 februari 2015. (engelska)